# 木村剛のGOGOトーク!
『木村剛のGOGOトーク!』（きむらたけしのゴーゴートーク!）は、TBSラジオで放送されていたラジオ番組。2010年4月11日から同年5月30日まで放送。

## 概要
放送開始時、日本振興銀行会長だった木村剛をメインパーソナリティとしたトーク番組。
ただし、8回目の放送となった5月30日をもって唐突に休止となり、以後再開されることなく実質上打ち切りとなった。同月10日の日本振興銀行の取締役会で木村剛は同行の会長を辞任しており、その後同銀行は銀行法違反の容疑で捜索を受け、木村自身は7月14日に警視庁に逮捕され、8月3日に起訴されている。

## 放送時間
- 毎週日曜日 18:00 - 18:30

## 出演者
- 木村剛 （元・日本振興銀行会長）
- 柴山延子 （キャスター）

## ゲスト出演者
- 竹中平蔵
- 猪瀬直樹